# Marcellin Boule

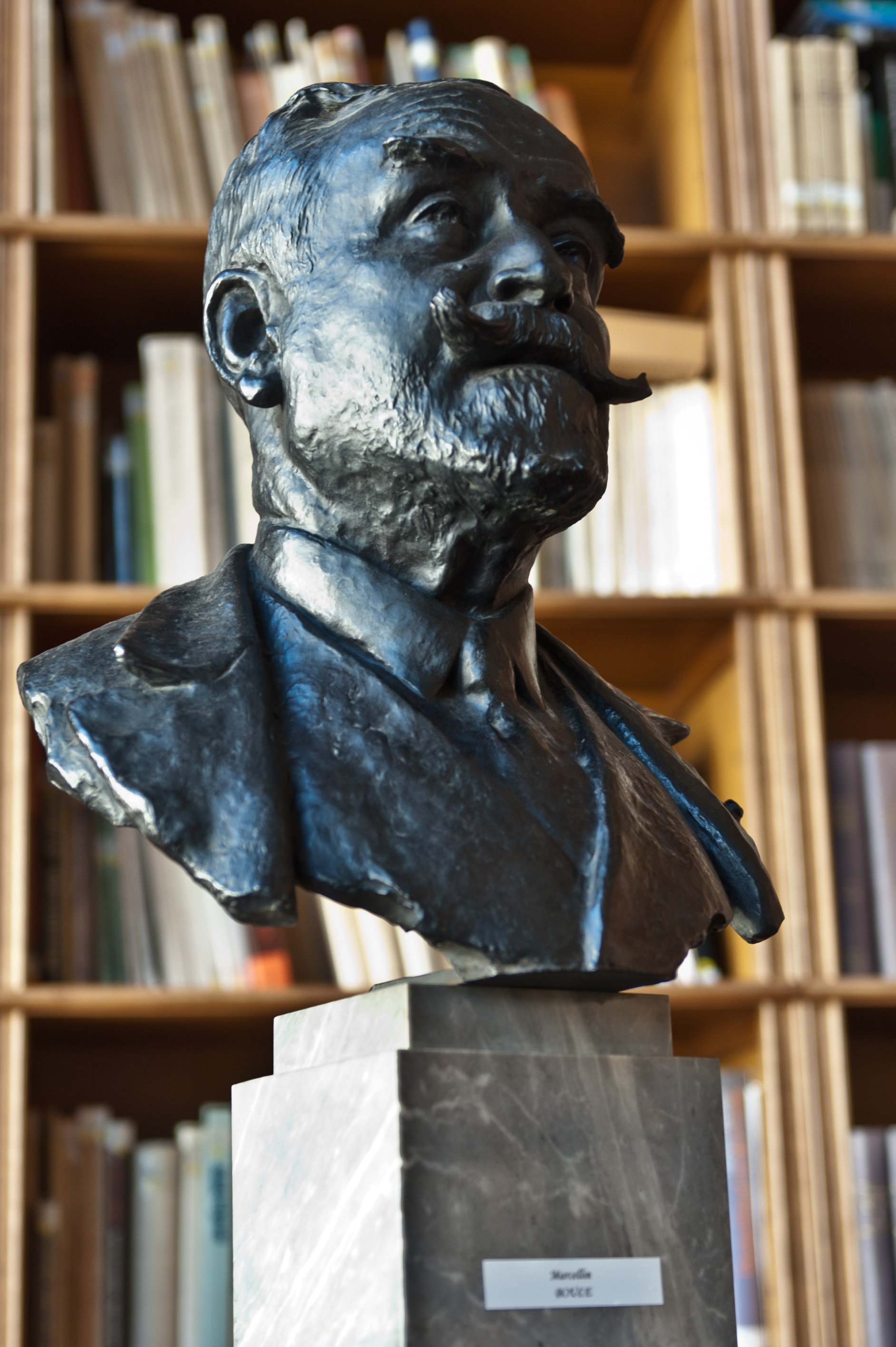
Marcellin Boule

Marcellin Boule (Montsalvy, 1 januari 1861 - aldaar, 4 juli 1942) was een Franse paleontoloog, paleoantropoloog en geoloog.
Boule is vooral bekend geworden door zijn reconstructie van de man van La Chapelle-aux-Saints, van wie de resten in 1908 opgegraven waren. Het was een van de eerste complete skeletten die werden gevonden van een neanderthaler (korte tijd daarvoor vond de Zwitserse archeoloog Otto Hauser eveneens in de Dordogne de resten van de "jongeling van Le Moustier"). Eerder gevonden resten van neanderthalers waren niet zo compleet, waardoor men lange tijd slechts kon gissen naar diens vermoedelijk uiterlijk.
Boule ging er, zonder duidelijke aanleiding, van uit dat de neanderthaler voorovergebogen liep en niet rechtop stond, maar op zijn handen steunde als een chimpansee. De reconstructie had grote invloed op het populaire beeld van neanderthalers als primitieve, woeste mensachtigen, die ver van de moderne mens af staan. Wel zorgde Boules werk ervoor dat de neanderthaler grotere bekendheid kreeg. Volgens modernere inzichten leek de neanderthaler veel meer op de moderne mens dan Boules reconstructie.

## Belangrijkste publicaties
- Boule, M. (1920) - Les hommes fossiles - Éléments de paléontologie humaine, Parijs, uitg. Masson et cie.
- Boule, M. (1914) - Géologie.